# The blinding darkness
The blinding darkness is een livealbum van Pallas. Het album is opgenomen in Cultuurpodium Boerderij in Zoetermeer op 7 september 2002. Pallas bracht al eerder livealbums uit, maar die waren soms matig van geluidskwaliteit. InsideOut Music stelde Pallas in de gelegenheid een album op te nemen waarbij de geluidskwaliteit voldeed aan de normen die daar vroeg 21e eeuw aan werden gesteld. Het album bevat een groot aantal nummers van hun voorgaande studioalbum The cross and the crucible.

## Musici
- Alan Reed – zang
- Niall Matthewson – gitaar
- Graeme Murray – basgitaar
- Ronnie Brown – toetsinstrumenten
- Colin Frazer – slagwerk

met oorspronkelijk zanger Euan Lowson op Cut and run en The Ripper.

## Muziek
| Nr. | Titel                      | Duur  |
| --- | -------------------------- | ----- |
| 1.  | The cross and the crucible | 9:05  |
| 2.  | For the greater glory      | 7:44  |
| 3.  | Who’s to blame             | 4:48  |
| 4.  | The executioner/Rat racing | 11:05 |
| 5.  | Crown of thorns            | 10:14 |
| 6.  | Beat the drum              | 8:59  |
| 7.  | Blood and roses            | 5:54  |
| 8.  | The blinding darkness      | 6:14  |
| 9.  | Towers of babble           | 9:38  |

| Nr. | Titel                  | Duur  |
| --- | ---------------------- | ----- |
| 1.  | Midan touch            | 9:54  |
| 2.  | Celebration!           | 10:27 |
| 3.  | Rise and fall (part 1) | 6:10  |
| 4.  | East west              | 5:02  |
| 5.  | March on Atlantis      | 3:14  |
| 6.  | Atlantis               | 8:06  |
| 7.  | Cut and run            | 5:33  |
| 8.  | The ripper             | 12:46 |